# Communauté de communes du Pays Fertois (Seine-et-Marne)
Die Communauté de communes du Pays Fertois ist ein ehemaliger französischer Gemeindeverband mit der Rechtsform einer Communauté de communes im Département Seine-et-Marne in der Region Île-de-France. Sie wurde am 8. Juni 1970 gegründet und umfasste 19 Gemeinden. Der Verwaltungssitz befand sich im Ort La Ferté-sous-Jouarre.
Achtung: Nicht zu verwechseln mit dem gleichnamigen Gemeindeverband Communauté de communes du Pays Fertois im Département Orne in der Region Normandie.

## Historische Entwicklung
Mit Wirkung vom 1. Januar 2018 fusionierte der Gemeindeverband mit der Communauté de communes Pays de Coulommiers und bildete so die Nachfolgeorganisation Communauté d’agglomération Coulommiers Pays de Brie.

## Ehemalige Mitgliedsgemeinden
1. Bassevelle
2. Bussières
3. Chamigny
4. Changis-sur-Marne
5. Citry
6. La Ferté-sous-Jouarre
7. Jouarre
8. Luzancy
9. Méry-sur-Marne
10. Nanteuil-sur-Marne
11. Pierre-Levée
12. Reuil-en-Brie
13. Saâcy-sur-Marne
14. Saint-Jean-les-Deux-Jumeaux
15. Sainte-Aulde
16. Sammeron
17. Sept-Sorts
18. Signy-Signets
19. Ussy-sur-Marne